# 塞古拉河畔瓜达马尔
塞古拉河畔瓜达马尔（西班牙语，發音：[ˌɡwaɾðaˈmaɾ ðel seˈɣuɾa]）是西班牙巴伦西亚自治区阿利坎特省的一个市镇。总面积36km2，总人口9480人（2001年），人口密度263人/km2。

## 友好城市
- 法國 苏瓦松